# Arratel
Der Arratel (Pl.:Arrateȉs) war eine portugiesische Masseneinheit (Gewichtsmaß) und entsprach dem Pfund. Das Maß galt in Portugal, Brasilien, Madeira und auch in Sansibar. Es entsprach ¾ des Handelspfundes. Eine Öl-Almuda in Porto glich beispielsweise 50 Arrateȉs, was etwa 22.950 Gramm entsprach.
- Praktisch: 1 Arratel/Libra = 459 Gramm
- Genua und Madeira: 1 Arratel = 458,574 Gramm[1]
- Sansibar 1 Arratel = 449,06 Gramm[1]
- 1 Arratel = 2 Marco/Mark/Meios Arratel = 4 Quartas = 16 Oncas[2] = 128 Oitavas = 384 Scropulos = 9216 Gräos[3]
- 32 Arratel = 1 Quintal (Zentner)

Als portugiesisches Medizinalgewicht war
- 1 Arratel/Artal = 96 Outavas = 288 Scrupulos = 6912 Gräos = 344 1/4 Gramm